# Surto da doença do vírus de Marburg na Guiné Equatorial em 2023
Um surto de uma doença não identificada foi relatado pela primeira vez na Guiné Equatorial em 7 de fevereiro de 2023 e que, em 13 de fevereiro de 2023, foi identificado como sendo um surto da doença do vírus de Marburg. Foi a primeira vez que a doença foi detectada no país. Até 4 de abril de 2023, na Guiné Equatorial, havia 14 casos confirmados e 28 casos suspeitos, incluindo dez mortes confirmadas pela doença. Em 8 de junho de 2023, a Organização Mundial da Saúde (OMS) declarou o fim do surto. No total, foram registrados 17 casos confirmados por laboratório e 12 mortes. Todos os 23 casos prováveis morreram. Quatro pacientes se recuperaram do vírus e foram inscritos em um programa de sobreviventes para receber apoio psicossocial e outros pós-recuperação.

## Antecedentes
A doença do vírus de Marburg é uma febre hemorrágica viral causada pelo vírus de Marburg, com uma taxa de letalidade de até 88%. Os sintomas são semelhantes aos da doença por vírus Ébola. Não há vacinas ou tratamentos antivirais para a doença de Marburg.

## Surto
Um surto de uma doença não identificada foi relatado pela primeira vez em 7 de fevereiro de 2023 e relacionado a pessoas que participaram de uma cerimônia fúnebre no distrito de Nsok-Nsomo, na província de Kié-Ntem. Oito mortes foram relatadas até 10 de fevereiro de 2023, levando a um confinamento local, enquanto Camarões introduziu restrições nas fronteiras. Os sintomas relatados incluíram sangramento nasal, febre, dor nas articulações e outras doenças.
Em 13 de fevereiro de 2023, a Organização Mundial da Saúde e o Ministério da Saúde da Guiné Equatorial anunciaram que uma das amostras enviadas ao laboratório do Instituto Pasteur no Senegal havia testado positivo para o vírus de Marburg. Naquela altura, havia 24 casos suspeitos, incluindo 9 mortes, como também mais de 200 pessoas foram colocadas em quarentena. Não tinha sido informado o estado de saúde do caso confirmado.
Em 28 de fevereiro de 2023, o ministro da Saúde da Guiné Equatorial, Mitoha Ondo'o Ayekaba, informou que houve mais duas mortes de pessoas com sintomas da doença, elevando o número de mortos para 11.
Em 4 de abril, foi relatado que ocorreram 10 mortes ocorreram devido à doença. Também foi revelado que casos foram detectados em quatro distritos diferentes do país, incluindo oito casos na cidade portuária de Bata.

### Casos suspeitos descartados
O vizinho Camarões tinha detectado dois casos suspeitos da doença do vírus de Marburg em 13 de fevereiro de 2023, mas que depois foram descartados.
Em 25 de fevereiro de 2023, um caso suspeito da doença do vírus de Marburg também tinha sido relatado na cidade espanhola de Valência. O caso suspeito era de um homem de 34 anos que voltou recentemente da Guiné Equatorial. Mais tarde naquele mesmo dia, o Ministério de Saúde da Espanha informou que o homem testou negativo e que não tinha o vírus.

## Leituras adicionais
- Brauburger, Kristina; Hume, Adam J.; Mühlberger, Elke; Olejnik, Judith (1 de outubro de 2012). «Forty-five years of Marburg virus research». Viruses (em inglês). 4 (10): 1878–1927. ISSN 1999-4915. PMC 3497034. PMID 23202446. doi:10.3390/v4101878